# Limor Livnat
Limor Livnat (hebrejsky:  לימור לבנת; narozena 22. září 1950) je izraelská politička a bývalá poslankyně Knesetu za stranu Likud. V letech 2009 až 2013 zastávala pozici ministryně kultury a sportu v izraelské vládě.

## Biografie
Narodila se v Haifě krátce po vzniku Izraele a studovala hebrejskou literaturu na Telavivské univerzitě. Poslankyní Knesetu se stala 14. dubna 1992, krátce před parlamentními volbami v červnu téhož roku, a to coby náhradnice za Chajima Korfu. Své poslanecké místo obhájila v červnových volbách a během svého prvního funkčního období působila jako předsedkyně výboru pro zlepšení práv žen, podvýboru pro osobní práva a parlamentního výboru pro vyšetřování domácího násilí.
Poslankyní byla znovu zvolena ve volbách v roce 1996, po nichž byla jmenována ministryní komunikací ve vládě Benjamina Netanjahua. Jako ministryně se snažila zvýšit konkurenceschopnost v oblasti komunikací oslabením a privatizováním společnosti Bezek, která měla do té doby monopol na pevné linky.
Spory s premiérem Netanjahuem vyvrcholily odchodem Livnat z vlády v roce 1997 a následným pokusem sesadit jej z postu předsedy Likudu. Poté, co Netanjahu rezignoval na post předsedy strany po prohraných volbách v roce 1999, podporovala Ariela Šarona v jeho snaze o získání předsednického postu. Ve volbách v roce 2001 pak Ariel Šaron porazil Ehuda Baraka v přímé volbě premiéra a v nové Šaronově vládě byla Livnat jmenována ministryní školství.
Opětovně byla zvolena ve volbách v roce 2003 a setrvala na postu ministryně školství až do roku 2006, kdy Likud opustil vládu, po Šaronově odchodu ze strany. Poslankyní zůstala i po volbách v roce 2006 a 2009 a po druhých zmíněných byla jmenována na nově zřízený post – ministerstvo kultury a sportu.
Během své politické kariéry byla místopředsedkyní a úřadující předsedkyní Světového hnutí Likud.
Žije v Tel Avivu, je vdaná a má dvě děti.